# Danmark (Uppland)
 For alternative betydninger, se Danmark (flertydig). (Se også artikler, som begynder med Danmark)
Danmark er fra 2015 et byområde i Uppsala kommun i Sverige og kyrkby i Danmarks Sogn.

## Navnet
Byens navn har formentlig intet med landet Danmark at gøre og er i nyere tid årsag til en del forvirring. Ifølge Svenskt ortnamnslexikon kan navnet bestå af det dialektale ord dan(k) "sankmark" og mark "gräns(skog)". Det skulle kunne referere til området mod grænsen mellem Tiundaland og Tiundaland.

## Historie
Byen Danmark omtales skriftligt for første gang i 1291 ("in villa Danmarcum"). Uppsala Domkirke havde allerede i 1280'erne købt jord i byen, som man dog i 1291 byttede væk for dekanen Nils. I 1316 havde domkirken tre fæstebønder i byen Danmark. Fra 1540 til 1568 omfattede byen 1½ mantal kirkejord, 2 mantal tilhørende Uppsala Domkirke samt et arv og eget-mantal tilhørende Gustav Vasa (inddraget fra domkirken til Hinse Olofsson i 1536 og tilfaldet Gustav Vasa i 1538).
I 1969 og 1970, samtidig med byggeriet af motorvejen mellem Arlanda og Uppsala, undersøgtes byens gårdgravplads (RAÄ 100 Bondkyrka), og fra 1972 til 1975 arrangerede den arkæologiske institution ved Uppsala universitet fremtidige udgravninger på gravpladsen, hvorved omkring 20 grave og omkring 50 andre anlæg såsom arner og bautasten blev undersøgt. Gravpladsen var opdyrket og overpløjet, og flere grave skadede, men gav dog rigeligt med gevinst, primært fra folkevandringstiden, blandt andet et antal agraffer i forgyldt sølv og en forsølvet bronzefibula.